# Semaeopus mesoturbata
Semaeopus mesoturbata är en fjärilsart som beskrevs av Dyar 1913. Semaeopus mesoturbata ingår i släktet Semaeopus och familjen mätare. Inga underarter finns listade i Catalogue of Life.